# Grünenberg (Wipperfürth)
Grünenberg ist eine Ortschaft von Wipperfürth im Oberbergischen Kreis im Regierungsbezirk Köln in Nordrhein-Westfalen (Deutschland). Die Ortschaft gehört zum Ortsteil Agathaberg.

## Lage und Beschreibung
Grünenberg liegt im Süden des Stadtgebietes von Wipperfürth. Nachbarorte sind Hermesberg, Bommerhaus, Kremershof, Schlade und Grunewald (Agathaberg). Der Ort legt an der L 284 von Wipperfürth nach Lindlar. Im Ort zweigt die Kreisstraße K14 nach Agathaberg ab.
Politisch wird die Ortschaft durch den Direktkandidaten des Wahlbezirks 14.1 (141) Agathaberg im Rat der Stadt Wipperfürth vertreten.

## Geschichte
In der Preußischen Uraufnahme von 1840 wird Grünenberg erstmals mit umgrenztem Hofraum in den topografischen Karten verzeichnet.

## Busverbindungen
Über die im Ort gelegene Haltestelle Grünenberg der Linie 332 (VRS/OVAG) ist eine Anbindung an den öffentlichen Personennahverkehr gegeben.